# 迪亞魮
迪亞魮（学名：Barbus dialonensis）為輻鰭魚綱鯉形目鯉科的其中一個種。被IUCN列為次級保育類動物，分布於非洲甘比亞及塞內加爾，本魚具長的觸鬚，側線完整，約略直線。第三個背部又單一的鰭條在後端上以鋸齒鈣化，背面褐色，腹面黃色。在側邊上具4至5個黑色的圓形斑點，背鰭軟條10至11枚；臀鰭軟條8枚，體長可達8.1公分。

## 扩展阅读
維基物種上的相關：迪亞魮